# Roche Miette
Roche Miette är ett berg i Kanada.   Det ligger i provinsen Alberta, i den centrala delen av landet, 3 100 km väster om huvudstaden Ottawa. Toppen på Roche Miette är 2 316 meter över havet, eller 89 meter över den omgivande terrängen. Bredden vid basen är 0,71 km.
Terrängen runt Roche Miette är kuperad söderut, men norrut är den bergig.Trakten runt Roche Miette är nära nog obefolkad, med mindre än två invånare per kvadratkilometer..
I omgivningarna runt Roche Miette växer i huvudsak barrskog.